# Жастар (Єскельдинський район)
Жаста́р (каз. Жастар) — село у складі Єскельдинського району Жетисуської області Казахстану. Входить до складу Алдабергеновського сільського округу.
У радянські часи село називалось Талди-Курганський сільхозтехнікум або Коксуйський сільхозтехнікум.
Населення — 634 особи (2021; 825 у 2009, 722 у 1999, 1400 у 1989).